# Typhlocyba aglaie
Typhlocyba aglaie är en insektsart som först beskrevs av Anufriev 1968.  Typhlocyba aglaie ingår i släktet Typhlocyba och familjen dvärgstritar. Inga underarter finns listade i Catalogue of Life.